# Aleuritopteris agetae
Aleuritopteris agetae är en kantbräkenväxtart som beskrevs av Saiki. Aleuritopteris agetae ingår i släktet Aleuritopteris och familjen Pteridaceae. Inga underarter finns listade.